# Ист Бетел (Минесота)
Ист Бетел (енгл. East Bethel) град је у америчкој савезној држави Минесота.

## Демографија
По попису из 2010. године број становника је 11.626, што је 685 (6,3%) становника више него 2000. године.
| Група             | 2000.          | 2010.          |
| Белци             | 10.610 (97,0%) | 11.076 (95,3%) |
| Афроамериканци    | 21 (0,2%)      | 50 (0,4%)      |
| Азијати           | 49 (0,4%)      | 183 (1,6%)     |
| Хиспаноамериканци | 104 (1,0%)     | 121 (1,0%)     |
| Укупно            | 10.941         | 11.626         |